# 아버지 결혼하세요
"아버지 결혼하세요"는 1963년 공개된 대한민국의 영화이다.

## 배역
- 김승호
- 조미령
- 김명희
- 한미자